# Макеевка (Мордовия)
Макеевка  —поселок в составе Мичуринского сельского поселения Чамзинского района Республики Мордовия.

## География
Находится на расстоянии примерно 20 километров по прямой на север-северо-запад от районного центра поселка  Чамзинка.

## История
Основан в конце 1920-х годов, название по фамилии основателей. В 1931 году в нем было учтено 30 дворов.

## Население
Постоянное население составляло 16 человек (русские 75%) в 2002 году, 9 в 2010 году .